# Monumento naturale Garzaia della Cascina Notizia
L'Area Protetta, Monumento naturale Garzaia della Cascina Notizia è un boschetto igrofilo di limitata estensione a ontano nero dove è presente una colonia di nidificazione (garzaia) di nitticore e garzette. 